# Sofía Bekatórou
Sofía Bekatórou (grec moderne : Σοφία Μπεκατώρου), née le 26 décembre 1977 à Athènes (Grèce), est une skipper grecque.

## Biographie
Sofía Bekatórou se classe quatorzième en 470 aux Jeux olympiques d'été de 2000. En 2004, elle remporte le titre olympique en 470. Elle est médaillée de bronze en 2008 en Yngling.

## Accusations d'agressions et d'abus sexuels
Le 14 janvier 2021, Bekatórou déclare lors d'une visioconférence avec le Ministère des Sports en Grèce être victime d'agressions sexuelles par un haut membre de la Fédération grecque de voile (en), les faits remontant à 2000, juste après des essais de préparation, en vue des Jeux olympiques de 2000, à Sydney (Australie). Âgée de 21 ans, elle témoigne en expliquant :  « Au départ, il m'a invité dans son hôtel afin de discuter des JO 2000 à Sydney. En réalité, c'était pour pratiquer des "actes obscènes" et qu'à aucun moment, je n'étais consentante. Il a dit qu'il s'arrêterait seulement si je refusais mais il ne l'a pas fait, malgré mon vif désaccord. J'ai pleuré et j'avais un sentiment de honte lorsqu'il eût fini, en m'enfuyant de la pièce. » Elle conclut : « À l'époque, nous n'avions aucun soutien de la part d'un psychologue du sport et je ne voulais pas en parler à mes parents car ils m'auraient interdit de continuer à faire de la voile. », tout en précisant qu'une telle révélation publique aurait « fragilisé l'équipe nationale de voile et eu des conséquences dévastatrices pour ma carrière d'athlète. »,.
Dans la foulée, à la suite de l'annonce de Bekatórou, la Fédération grecque de voile a publié un communiqué dans lequel elle se déclare "choquée" par les révélations de la sportive et a exigé une "démission immédiate" de ce responsable. Par ailleurs, Bekatórou a été félicitée par les autorités helléniques pour avoir brisé le silence et ainsi lever le tabou sur ce sujet d'actualité.